# 藍摩國
藍摩國（梵文：rāmagrāma，巴利文：rāmagāma），或譯為藍莫國、羅摩伽國等，古印度東部的一個聚落或城邦小國，國民為拘利族（巴利語：koliyā, koliya, koḷiya），與釋迦族等一起是全族信奉釋迦牟尼佛的六個部族。此國在藍毗尼以東5由旬或200餘里，距離其東部的拘那揭羅有19由旬，因“八王分舍利”而載於佛教史中，位於現在尼泊爾與印度邊境尼泊爾一側附近。

## 記載
法顯《高僧法顯傳》記載：
|  | 到迦維羅衛城，城中都無王民，甚丘荒，止有眾僧民戶數十家而已。……城東五十里有王園，園名論民，夫人入池，洗浴出池，北岸二十步，舉手攀樹枝，東向生太子。…… 從佛生處東行五由延，有國名藍莫，此國王得佛一分舍利，還歸起塔，即名藍莫塔。塔邊有池，池中有龍，常守護此塔，晝夜供養。阿育王出世，欲破八塔，作八萬四千塔，破七塔已，次欲破此塔。龍便現身，將阿育王入其宮中，觀諸供養，具已語王言：汝供養若能勝是，便可壞之持去，吾不與汝諍。阿育王知其供養具非世之所有，於是便還。此中荒蕪，無人灑掃，常有群象，以鼻取水灑地，取雜花香，而供養塔。諸國有道人來，欲禮拜塔，遇象大怖，依樹自翳，見象如法供養，道人大自悲感：此中無有僧伽藍，可供養此塔，乃令象灑掃。道人即捨大戒，還作沙彌，自挽草木，平治處所，使得淨潔，勸化國王，作僧住處，已為寺主，今現有僧住。此事在近，自爾相承至今，恒以沙彌為寺主。 從此東行三由延，太子遣車匿白馬還處亦起塔。從此東行四由延，到炭塔，亦有僧伽藍。復東行十二由延，到拘夷那竭城。 |

玄奘《大唐西域記》記載：
|  | 劫比羅伐窣堵國，周四千餘里，空城十數，荒蕪已甚，王城頹圮，周量不詳。其內宮城，周十四五里，壘甎而成，基跡峻固。……城南門外路左，有窣堵波，是太子與諸釋角藝射鐵鼓。從此東南三十餘里，有小窣堵波，其側有泉，泉流澄鏡。……時俗相傳，謂之箭泉。箭泉東北行八九十里，至臘伐尼林，有釋種浴池，澄清皎鏡，雜華彌漫。其北二十四五步，有無憂華樹，今已枯悴，菩薩誕靈之處。…… 從此東行，曠野荒林中二百餘里，至藍摩國（中印度境）。藍摩國，空荒歲久，疆場無紀，城邑丘墟，居人稀曠。故城東南，有甎窣堵波，高減百尺，昔者如來入寂滅已，此國先王，分得舍利，持歸本國，式遵崇建，靈異間起，神光時燭。窣堵波側，有一清池。……窣堵波側不遠，有一伽藍，僧眾尠矣，清肅皎然，而以沙彌總任眾務，遠方僧至，禮遇彌隆，必留三日，供養四事。…… 沙彌伽藍東大林中，行百餘里，至大窣堵波，無憂王之所建也，是太子踰城至此。……其傍復有小窣堵波，太子以餘寶衣易鹿皮衣處。……太子易衣側不遠，有窣堵波，無憂王之所建也，是太子剃髮處。……太子剃髮窣堵波東南，曠野中行百八九十里，至尼拘盧陀林，有窣堵波，高三十餘尺，昔如來寂滅，舍利已分，諸婆羅門無所得獲，於涅疊般那（……）地，收餘灰炭，持至本國，建此靈基，而修供養。……灰炭窣堵波側，故伽藍中，有過去四佛坐及經行遺迹之所。故伽藍左右，數百窣堵波，其一大者，無憂王所建也。……自此東北大林中行，其路艱險。……出此林已，至拘尸那揭羅國（中印度境）。 |

在南傳佛教《大史》中稱佛陀的生母和養母是天臂城（巴利語：devadaha）釋迦族善覺王（巴利語：suppabuddha）的姊妹，漢傳記載中也將佛陀母族稱為釋迦族，而佛陀誕生於其舅父善覺王的蘭毘尼園中。南傳《本生經》有記載釋迦族與拘利族以Rohinī河為邊界。 
南傳佛教的經論注疏中有稱拘利族是波羅奈國王和釋迦族公主的後裔，還有稱天臂城也是拘利族的城市，這些引述傳說的更確切來源不詳。